# Pari o dispari
Pari o dispari (talvolta indicato come pari e dispari o bim, bum, bam) è un gioco di mano simile a una morra semplificata. Viene spesso usato come strumento di sorteggio fra due contendenti, con funzione analoga a testa o croce o a una conta, per esempio per stabilire a chi tocca il primo turno in un gioco con due contendenti o due squadre. 
Nel linguaggio comune, "fare pari o dispari", o "fare bim bum bam", sono entrati nell'uso come modi figurati per dire "tirare a caso".
I due giocatori chiudono la mano destra/sinistra o tutte e due a pugno e la agitano nell'aria (come se si preparassero a un lancio di dadi); uno di essi dichiara "pari", e l'altro risponde dichiarando "dispari", o viceversa. I due giocatori quindi aprono contemporaneamente la mano, mostrando con le dita un numero da 1 a 5. Talvolta, per garantire la contemporaneità del gesto, i due giocatori recitano una formula ad alta voce all'unisono.
Una delle formule tradizionali è "bim... bum... bam!", con il numero mostrato in corrispondenza del "bam!". La formula "bim bum bam" è nota in una grande quantità di varianti locali, talvolta vere e proprie filastrocche, molte delle quali cominciano con "Alle bombe del cannòn". Un'altra versione, usata in Veneto e dintorni è Ale bale del mecan. In alcune zone della Lombardia si dice anche "bim bum bam tira giò i mudant" .Un'altra ancora è "Alle ore ventitré si butta giù" oppure "Da me verso te si butta giù" e al pronunciare "giù" si mostra in contemporanea il numero.
Se la somma dei due numeri mostrati è pari, vince il giocatore che aveva dichiarato "pari", e viceversa.
Esiste la regola speciale la quale si attribuisce automaticamente la vittoria al partecipante che sfodera più velocemente il "jolly" anziché dichiarare la previsione e inoltre non si può tirare più di una volta di seguito lo stesso numero. Tale regola è da accettare in un turno soltanto, legato alla medesima controversia. In caso di parità nella rapidità di dichiarazione del jolly, ha ragione chi ha richiesto la sfida.
Nonostante la somiglianza con la morra, questa forma semplificata è quasi soprattutto giocata dai bambini e non viene in genere usata nel gioco d'azzardo.